# Николаевка (электростанция)
«Николаевка» — солнечная электростанция общей установленной мощности 69,7 МВт, расположенная в Крыму.
Электростанция состоит из 290 048 кристаллических солнечных фотоэлектрических модулей, установленных на площади в 116 га. Станция позволяет сократить выбросы СО2 на 72 000 тонн в год. Построена австрийской компанией «Activ Solar».
В августе 2013 года начались пусконаладочные работы.
С 1 августа 2015 года работает в режиме опытной эксплуатации.